# Vestiges gallo-romains de Ballore
Les  vestiges gallo-romains de Ballore sont un site archéologique situé à Ballore, en Saône-et-Loire.

## Histoire
Le site a été classé au titre de monument historique le 19 mars 1943.